# Sector Reinickendorf
Sectorul Reinickendorf din anul 2001 este sectorul 12 al orașului Berlin.

## Cartiere
- Sectorul 12 Reinickendorf
  - 1201 Reinickendorf
  - 1202 Tegel
    - Cité Guynemer

  - 1203 Konradshöhe
    - Tegelort
    - Jörsfelde

  - 1204 Heiligensee
    - Schulzendorf

  - 1205 Frohnau
  - 1206 Hermsdorf
  - 1207 Waidmannslust
    - Cité Foch

  - 1208 Lübars
  - 1209 Wittenau
    - Borsigwalde

  - 1210 Märkisches Viertel
    - Lübars